# Herøy kommun, Møre og Romsdal
Herøy kommun (norska: Herøy kommune) är en kommun i Møre og Romsdal fylke i västra Norge. Genom fiskeläget Torvik har kommunen anknytning till Hurtigruten. Kommunens centralort är staden Fosnavåg. 

## Administrativ historik
Herøy kommun grundades på 1830-talet, samtidigt med flertalet andra norska kommuner.
Kommunen delades 1867 varvid Sande kommun bildades. 1873 överfördes ett område med 362 invånare från Sande. 1889 överfördes ett områden med 119 invånare från Sande. 1964 justerades gränsen till Sande och Ulsteins kommuner varvid områden med 25 respektive 222 invånare överfördes.

## Tätorter
I Herøy kommun finns sex tätorter:
- Dragsund (del av)
- Fosnavåg (centralort)
- Kvalsund
- Leinstrand
- Moltustranda
- Remøy

Orterna Kvalsvik, Leikong och Tjørvåg har tidigare räknats som tätorter men uppfyller inte längre kriterierna.

## Socknar
Inom Norska kyrkan är Herøy kommun indelad i tre socknar:
- Herøy socken
- Indre Herøy socken
- Leikangers socken

Socknarna ingår i Søre Sunnmøre prosteri i Møre stift.

## Kända personer
- Knud Olai Brekke
- Harald Skavlan
- May-Britt Moser